# Rhammatocerus palustris
Rhammatocerus palustris är en insektsart som beskrevs av Frédéric Carbonell 1988. Rhammatocerus palustris ingår i släktet Rhammatocerus och familjen gräshoppor. Inga underarter finns listade i Catalogue of Life.